# Alexa Bliss
Alexis Kaufman (sinh ngày 9 tháng 8 năm 1991) là một đô vật chuyên nghiệp người Mỹ. Cô ký hợp đồng với WWE, hoạt động dưới cái tên Alexa Bliss, biểu diễn trên Raw và 3 lần giữ đai Raw Women's Champion.
Vào tháng 5/2013, cô kí hợp đồng với WWE và được chuyển đến WWE Performance Center và NXT (giải đấu phát triển các đô vật cho main roster) tại Orlando, Florida. Vào khoảng giữa năm 2016, Bliss chính thức có màn ra mắt WWE tại SmackDown, sau đó trở thành Smackdown Women's Champion đồng thời là người đầu tiên có hai lần giữ danh hiệu này. Đến tháng 4/2017, cô chuyển đến RAW và giành được đai RAW Women's champion một tháng sau đó và trở thành đô vật nữ đầu tiên có cả hai danh hiệu RAW và Smackdown Women's champion. Cô đang có tổng cộng 5 danh hiệu vô địch.

### Trước khi gia nhập WWE
Alexis ra đời tại Columbus, Ohio. Cô đã tham gia rất nhiều môn thể thao từ khi lên 5 tuổi, gồm có bóng mềm, track, kickboxing và gymnastics. Trong khi tham gia cheerleading, cô được chụp ảnh cho trang nhất báo Division tại Đại học Akron nơi cô theo học. Cô cũng dành thời gian tham gia Cuộc thi hình thể tại giải Arnold Classic. Trước đó ở tuổi 15, Kaufman mắc phải hội chứng rối loạn ăn uống suýt làm cô mất mạng, bodybuilding đã giúp cô vượt qua hội chứng đó

#### Đời sống cá nhân
Alexa là một fan bự của Disney, cô và gia đình đã cùng tới công viên Disney hằng năm từ khi cô ba tuổi. Alexa lấy Trish Stratus và Rey Misterio làm nguồn cảm hứng cho sự nghiệp đấu vật. Alexa đã đính hôn với đồng nghiệp Murphy nhưng họ đã chia tay vào năm 2019, ngoài ra cô còn là bạn thân của đô vật Nia Jax.